# Núria Florencio Cabré
Núria Florencio Cabré (9 de setembre de 1974) va ser una ciclista professional catalana. Ha combinat tant el ciclisme en ruta com la pista.
El seu pare Josep i el seu germà Xavier, també han estat ciclistes professionals.

## Palmarès
- 1993
  -  Campiona d'Espanya en persecució
- 1994
  - Vencedora d'una etapa a l'Emakumeen Bira
  - 2a al Campionat d'Espanya en contrarellotge
- 1995
  -  Campiona d'Espanya en persecució
  -  Campiona d'Espanya en puntuació
  - Vencedora d'una etapa a la Volta a Navarra
  - 2a al Campionat d'Espanya en contrarellotge